# Dauphinea
Dauphinea  é um gênero botânico da família Lamiaceae

## Espécie
- Dauphinea brevilabra

## Nome e referências
Dauphinea I.C.Hedge